# Cielo nocturno

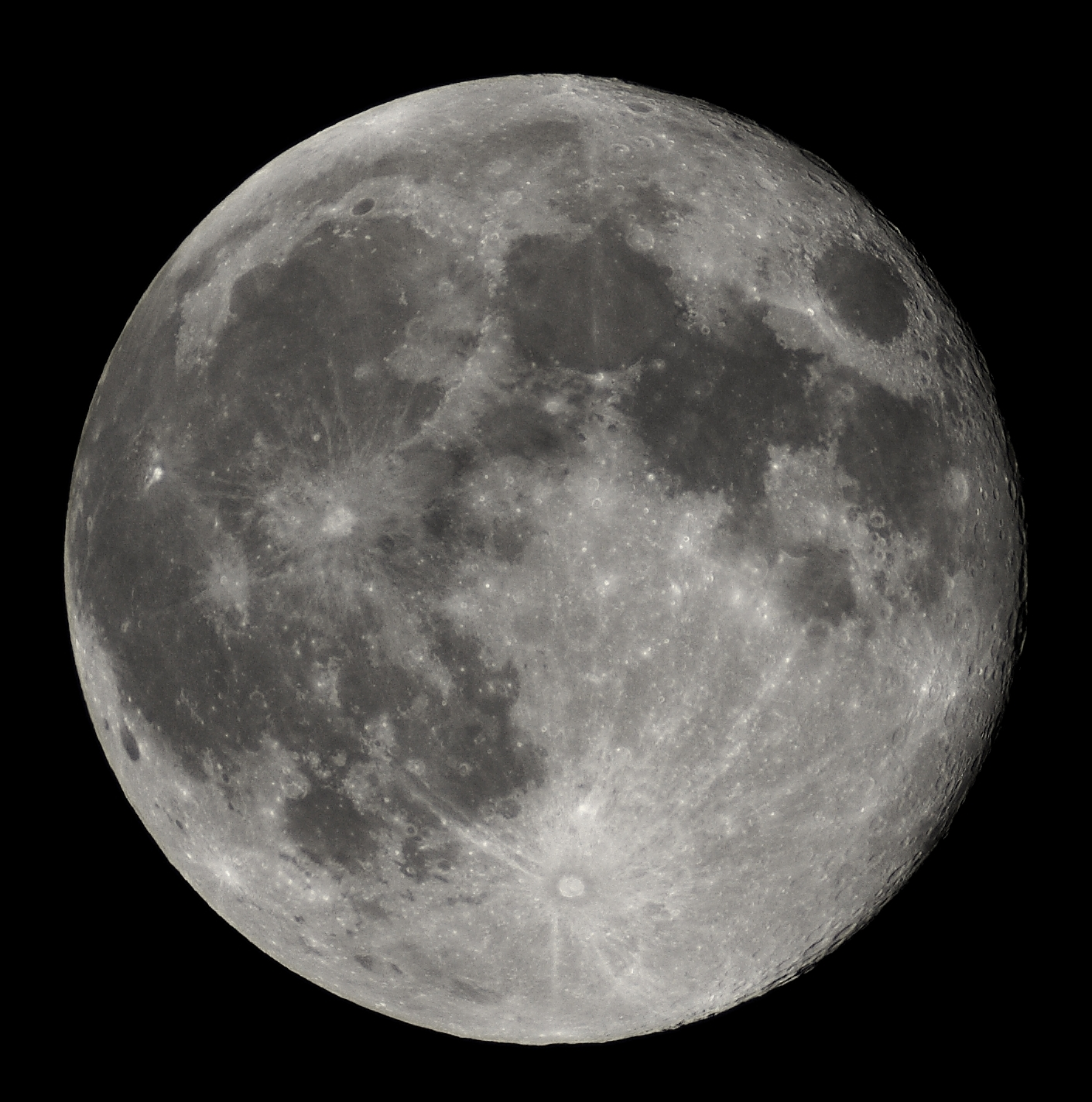
La Luna es el objeto principal que se ve con más frecuencia en el cielo nocturno, mientras que a veces es visible durante el día.

El término cielo nocturno generalmente es asociado con la astronomía de la Tierra, se refiere a la aparición nocturna de objetos celestiales como estrellas, planetas y la Luna, que son visibles en un cielo despejado entre el atardecer y el amanecer, cuando el Sol está por debajo del horizonte.
Las fuentes de luz natural en un cielo nocturno incluyen la luz de la luna, la luz de las estrellas y el sol dependiendo de la ubicación y el momento. Las auroras iluminan el cielo por encima de los círculos polares. Ocasionalmente, una gran eyección de masa coronal del Sol o simplemente altos niveles de viento solar pueden extender el fenómeno hacia el Ecuador.
El cielo nocturno y sus estudios tienen un lugar histórico tanto en las culturas antiguas como en las modernas. En el pasado, por ejemplo, los agricultores han utilizado el estado del cielo nocturno como calendario para determinar cuándo plantar cultivos. Muchas culturas han dibujado constelaciones entre estrellas en el cielo, utilizándose en asociación con leyendas y mitología sobre sus deidades.
La antigua creencia de la astrología se basa generalmente en la creencia de que las relaciones entre los cuerpos celestes influyen o transmiten información sobre los acontecimientos de la Tierra. El estudio científico de los objetos celestes visibles durante la noche tiene lugar en la ciencia de la astronomía observacional.

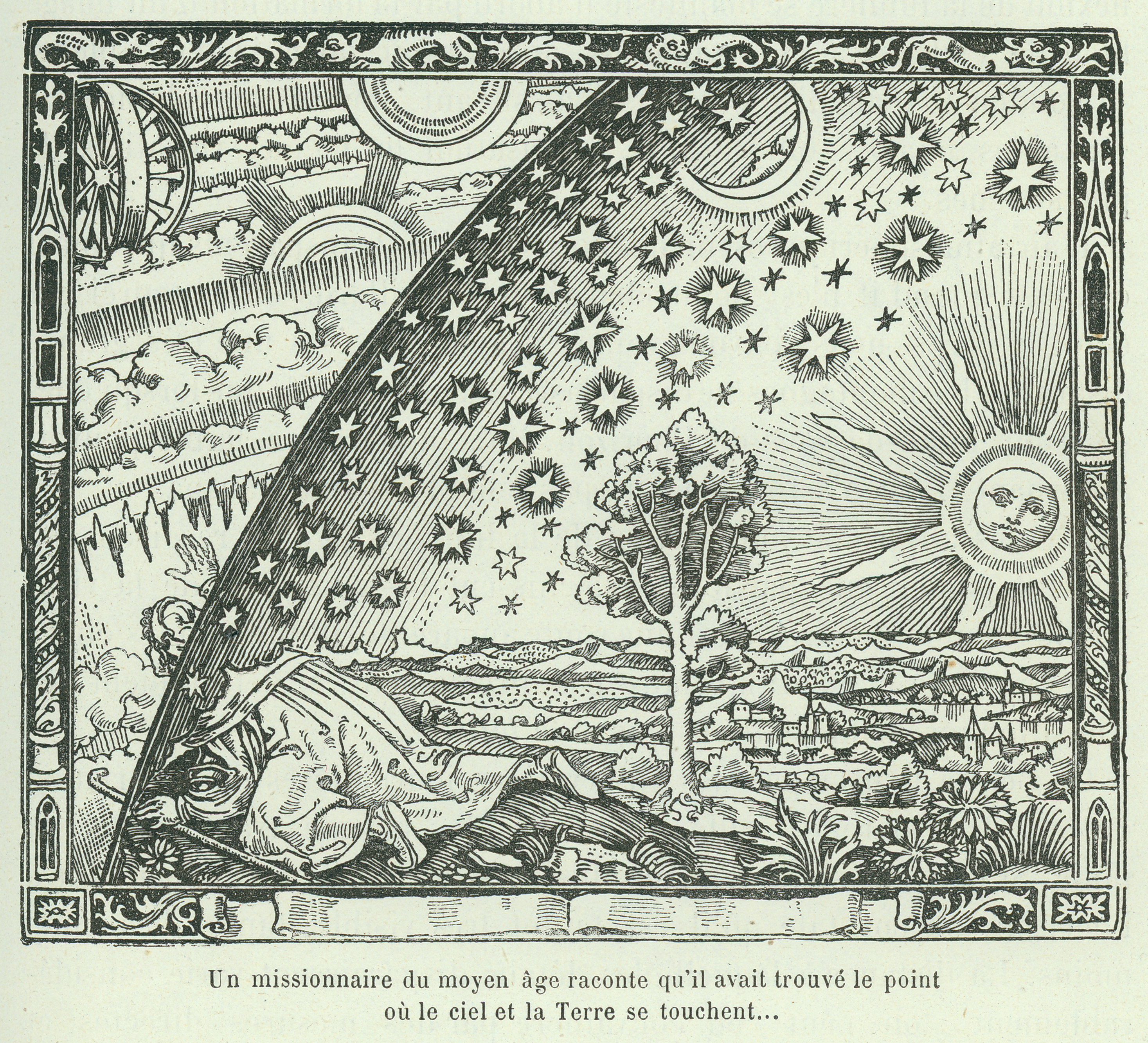
El grabado Flammarion, París 1888

La visibilidad de los objetos celestes en el cielo nocturno se ve afectada por la contaminación lumínica. La presencia de la Luna en el cielo nocturno ha obstaculizado históricamente la observación astronómica al aumentar la cantidad de brillo ambiental. Con la llegada de la fuente de luz artificial ha sido casi imposible poder ver el cielo nocturno como es debido. Los filtros ópticos y las modificaciones a las luminarias pueden ayudar a aliviar este problema, pero para obtener una visión óptima, tanto los astrónomos profesionales como los aficionados buscan lugares lejos del brillo del cielo urbano.

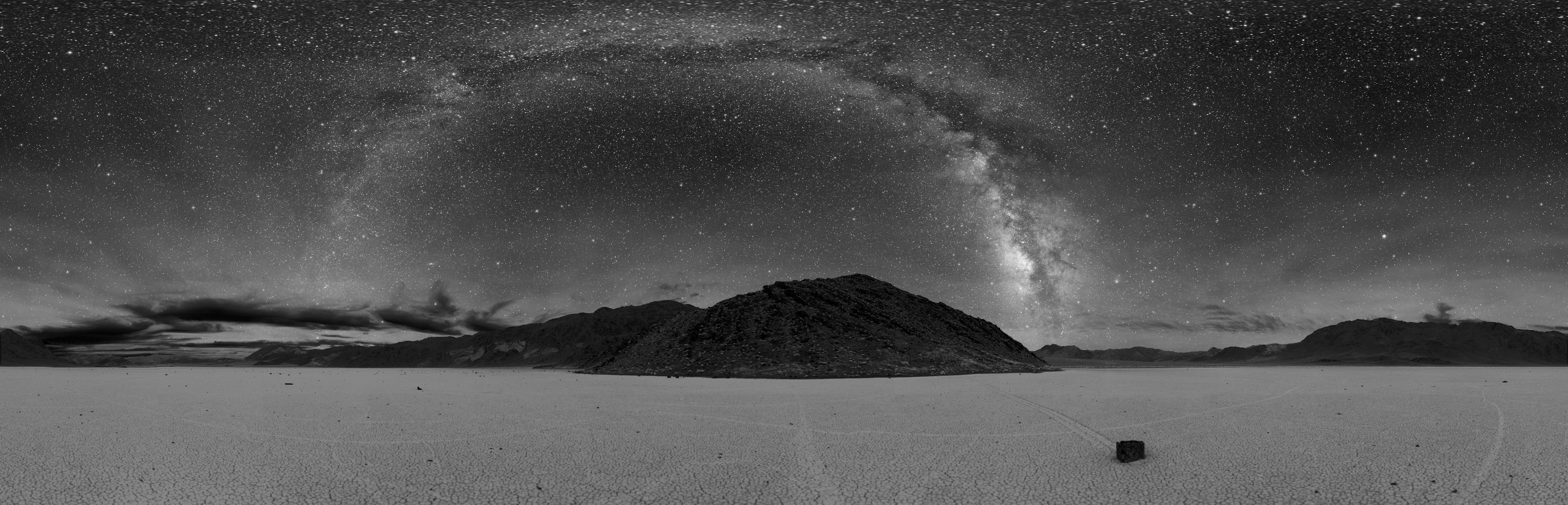
La Vía Láctea puede ser vista como una larga banda o como un arco que cruza el cielo, si las condiciones de visibilidad son las apropiadas. Esta es una imagen panorámica.

## Luminosidad

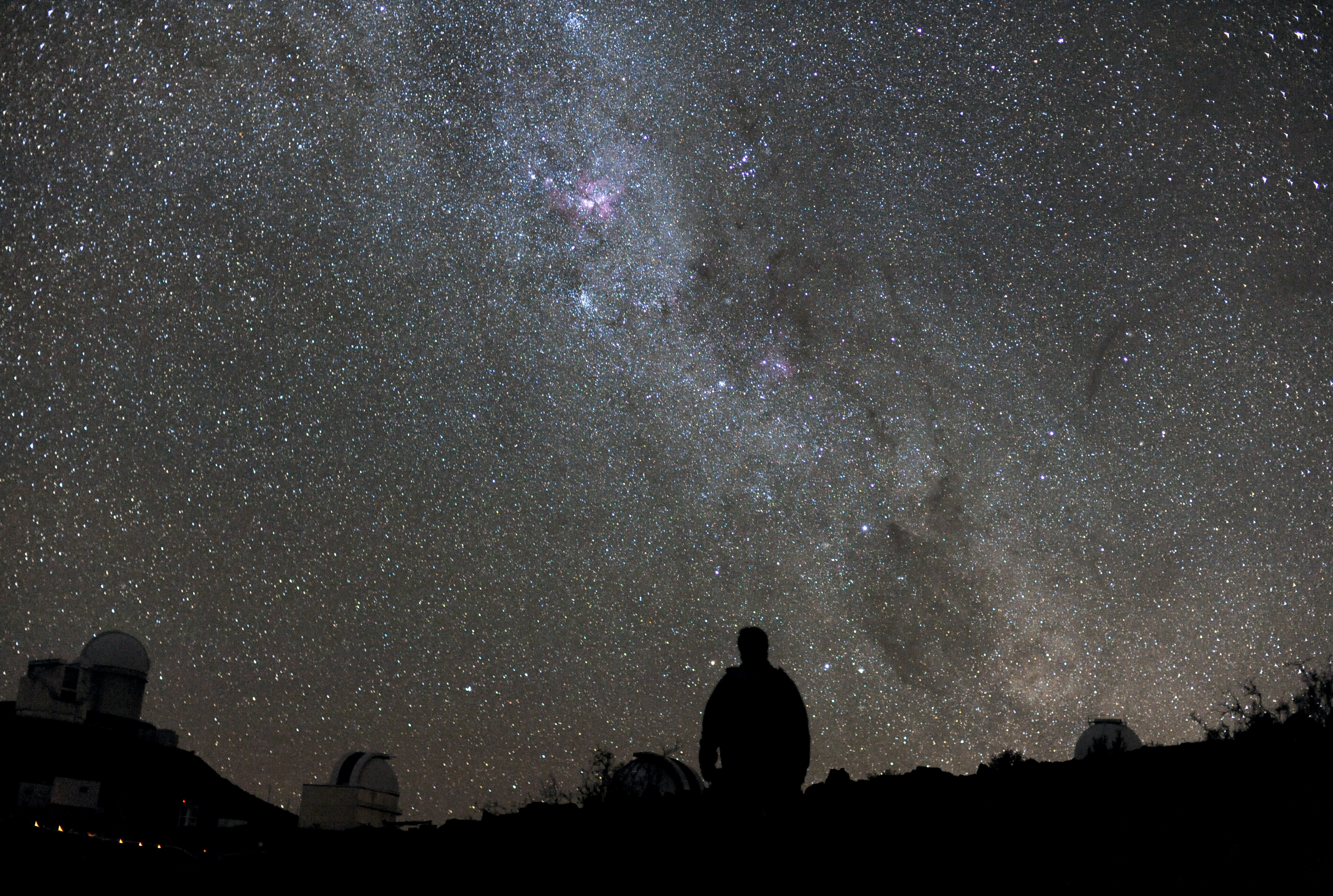
Fotografía del cielo nocturno en el Observatorio de La Silla, Chile.

El hecho de que el cielo no esté completamente oscuro durante la noche, incluso en ausencia de luz de la luna y de las luces de la ciudad, se puede observar fácilmente, ya que si el cielo estuviera absolutamente oscuro, no se podría ver la silueta de un objeto contra el cielo.
La intensidad del cielo varía mucho a lo largo del día y la causa principal también difiere. Durante el día, cuando el Sol está por encima del horizonte, la dispersión directa de la luz solar (dispersión de Rayleigh) es la fuente de luz dominante. En el crepúsculo, el período de tiempo entre la puesta y la salida del sol, la situación es más complicada y se requiere una mayor diferenciación. El crepúsculo se divide en tres segmentos según la distancia del sol por debajo del horizonte en segmentos de 6°.
Después de la puesta del sol, el crepúsculo civil se pone en marcha y termina cuando el sol cae a más de 6° por debajo del horizonte. Le sigue el crepúsculo náutico que ocurre cuando el sol alcanza alturas de -6° y -12°, después de lo cual viene el crepúsculo astronómico definido como el período de -12° a -18°. Cuando el sol cae más de 18° por debajo del horizonte, el cielo generalmente alcanza su brillo mínimo.
Varias fuentes pueden ser identificadas como la fuente del brillo intrínseco del cielo, como por ejemplo: El brillo del aire, la dispersión indirecta de la luz solar, la dispersión de la luz de las estrellas y la contaminación lumínica artificial.

## Presentación visual
Dependiendo de la cobertura de nubes del cielo local, la contaminación, la humedad y los niveles de contaminación lumínica hacen que las estrellas visibles a simple vista aparezcan como cientos, miles o decenas de miles de puntos blancos en un cielo que, si no son vistas en la ubicación exacta, el cielo se tornaría negro junto con nubes que poseen luz débil. En la antigüedad, a menudo se suponía que las estrellas estaban equidistantes en una cúpula por encima de la tierra, ya que se encontraban demasiado lejos como para que la estereópside ofreciera alguna indicación de profundidad. Las estrellas visibles varían en color desde el azul (caliente) hasta el rojo (frío), pero con puntos tan pequeños de luz tenue, la mayoría parecen blancas porque estimulan las células de la varilla sin activar las células del cono.
Las estrellas del cielo nocturno no pueden ser contadas sin ayuda porque son tan numerosas que no hay manera de rastrear cuáles han sido contadas y cuáles no. Complicando aún más el conteo, pueden aparecer estrellas más tenues y desaparecer dependiendo exactamente de dónde esté mirando el observador. El resultado es una impresión de un campo estelar extraordinariamente vasto.
Debido a que la observación de las estrellas se realiza mejor desde un lugar oscuro, lejos de las luces de la ciudad, la adaptación a la oscuridad es importante para lograr y mantener la visión. Los ojos tardan varios minutos en adaptarse a la oscuridad necesaria para ver la mayoría de las estrellas, y los alrededores en el suelo son difíciles de discernir. Una linterna roja (antorcha) puede ser usada para iluminar cartas estelares, partes de telescopios, etc., sin deshacer la adaptación oscura.

### Constelaciones
No hay marcas en el cielo nocturno, aunque existen muchos mapas del cielo que ayudan a los que observan las estrellas a identificar constelaciones y otros objetos celestiales. Las constelaciones son prominentes porque sus estrellas tienden a ser más brillantes que otras estrellas cercanas en el cielo. Diferentes culturas han creado diferentes agrupaciones de constelaciones basadas en diferentes interpretaciones de los patrones más o menos aleatorios de puntos en el cielo. Las constelaciones se identificaban sin tener en cuenta la distancia a cada estrella, sino como si fueran todos puntos en una misma cúpula.
Orión es una de las constelaciones más prominentes y reconocibles. La Osa Mayor (que tiene una gran variedad de otros nombres) es útil para la navegación en el hemisferio norte porque apunta a Polaris, la estrella del norte.
Las estrellas polares son especiales porque están aproximadamente en línea con el eje de rotación de la Tierra, por lo que parecen permanecer en un lugar mientras que las otras estrellas giran a su alrededor a lo largo de una noche (o un año).
He aquí 3 constelaciones conocidas:

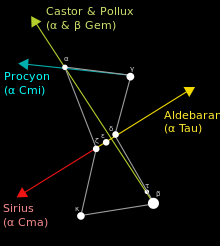
Constelación de Orión. Cuyas primeras 5 estrellas más brillantes son:  Betelguese, Rigel, Alnilam, Bellatrix y Saiph.
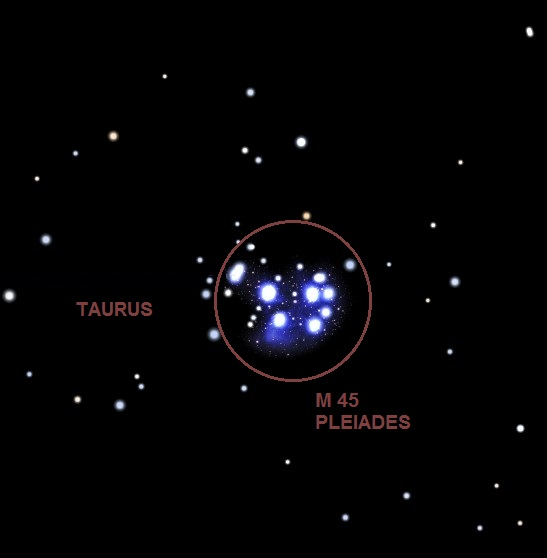
Constelación de Tauro. Cuyas primeras 4 estrellas principales son: Aldebaran, Elnath, Hyadum I y Ain.
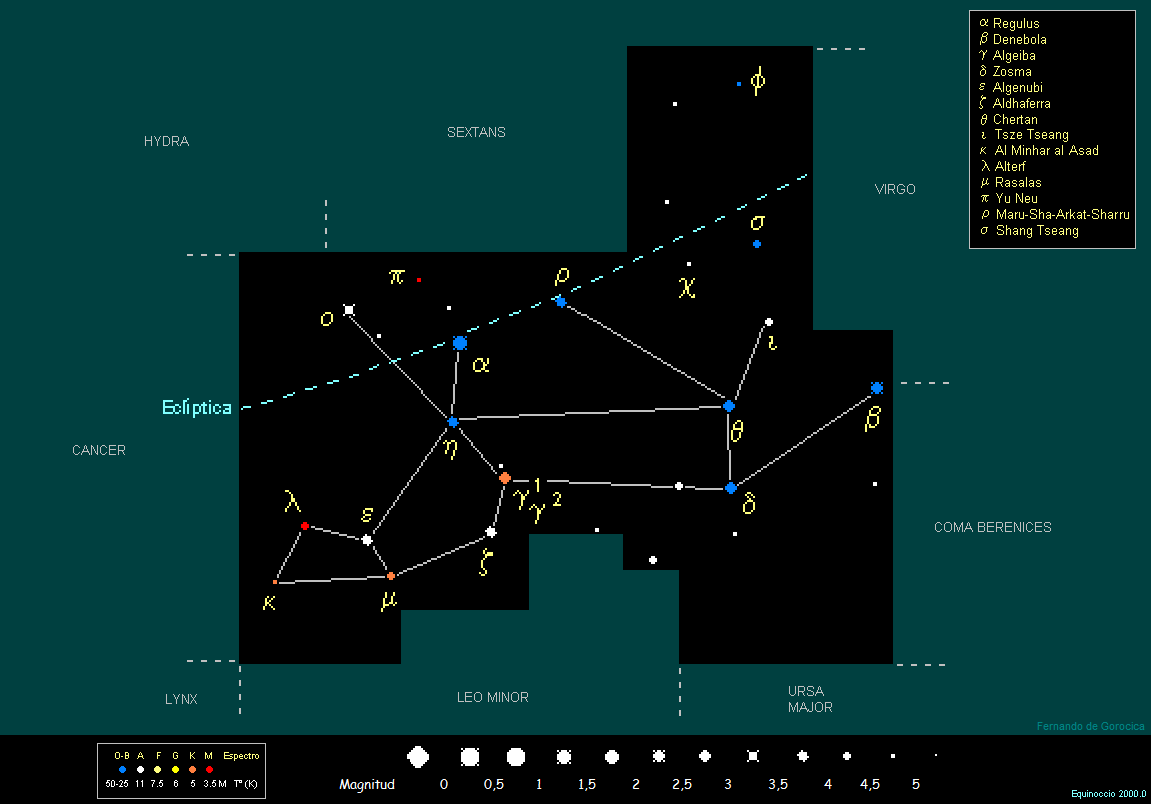
Constelación de Leo. Cuyas primeras 5 estrellas principales son: Regulus, Denébola, Algieba, Duhr y Ras Elased Australis.

### Planetas
Los planetas, llamados así por la palabra griega que significa "errante", procesan el campo estelar un poco cada día, ejecutando bucles con escalas de tiempo que dependen de la longitud del año, del planeta o del período orbital alrededor del sistema solar. Los planetas, a simple vista, aparecen como puntos de luz en el cielo con un brillo variable. Los planetas brillan debido a que la luz del sol refleja o se dispersa desde su superficie o atmósfera. Así, las posiciones relativas sol-planeta-tierra determinan el brillo del planeta. Con un telescopio o binoculares potentes, los planetas aparecen como discos demostrando un tamaño finito, y es posible observar lunas en órbita que proyectan sombras sobre la superficie del planeta anfitrión. Venus es el planeta más prominente, a menudo llamado "estrella de la mañana" o "estrella de la tarde" porque es más brillante que las estrellas y a menudo la única "estrella" visible cerca del amanecer o del atardecer, dependiendo de su ubicación en su órbita. Mercurio, Marte, Júpiter y Saturno también son visibles a simple vista.

### La Luna
La Luna de la Tierra es un disco gris en el cielo con cráteres visibles a simple vista. Se extiende, dependiendo de su ubicación exacta, 29-33 minutos de arco - que es aproximadamente del tamaño de una miniatura a la distancia del brazo, y es fácilmente identificable. Durante 28 días, la luna pasa por un ciclo completo de fases lunares. Por lo general, las personas pueden identificar las fases en unos pocos días mirando la luna. A diferencia de las estrellas y la mayoría de los planetas, la luz reflejada desde la luna es lo suficientemente brillante para ser vista durante el día. (Venus a veces se puede ver incluso después del amanecer.)
Algunas de las lunas más espectaculares llegan durante la fase de luna llena, cerca del atardecer o del amanecer. La luna en el horizonte se beneficia de la ilusión lunar que la hace parecer más grande. La luz reflejada de la luna que viaja a través de la atmósfera también tiñe la luna de naranja y/o rojo.

### Cometas
Los cometas se observan en el cielo nocturno solo en raras ocasiones. Los cometas son iluminados por el Sol, y sus colas (o rastro trasero) se extienden lejos del Sol. Un cometa con cola visible es bastante inusual - un gran cometa aparece aproximadamente una vez cada diez años. Tienden a ser visibles poco antes del amanecer o después del atardecer, porque son las veces que están lo suficientemente cerca del Sol como para mostrar una cola.

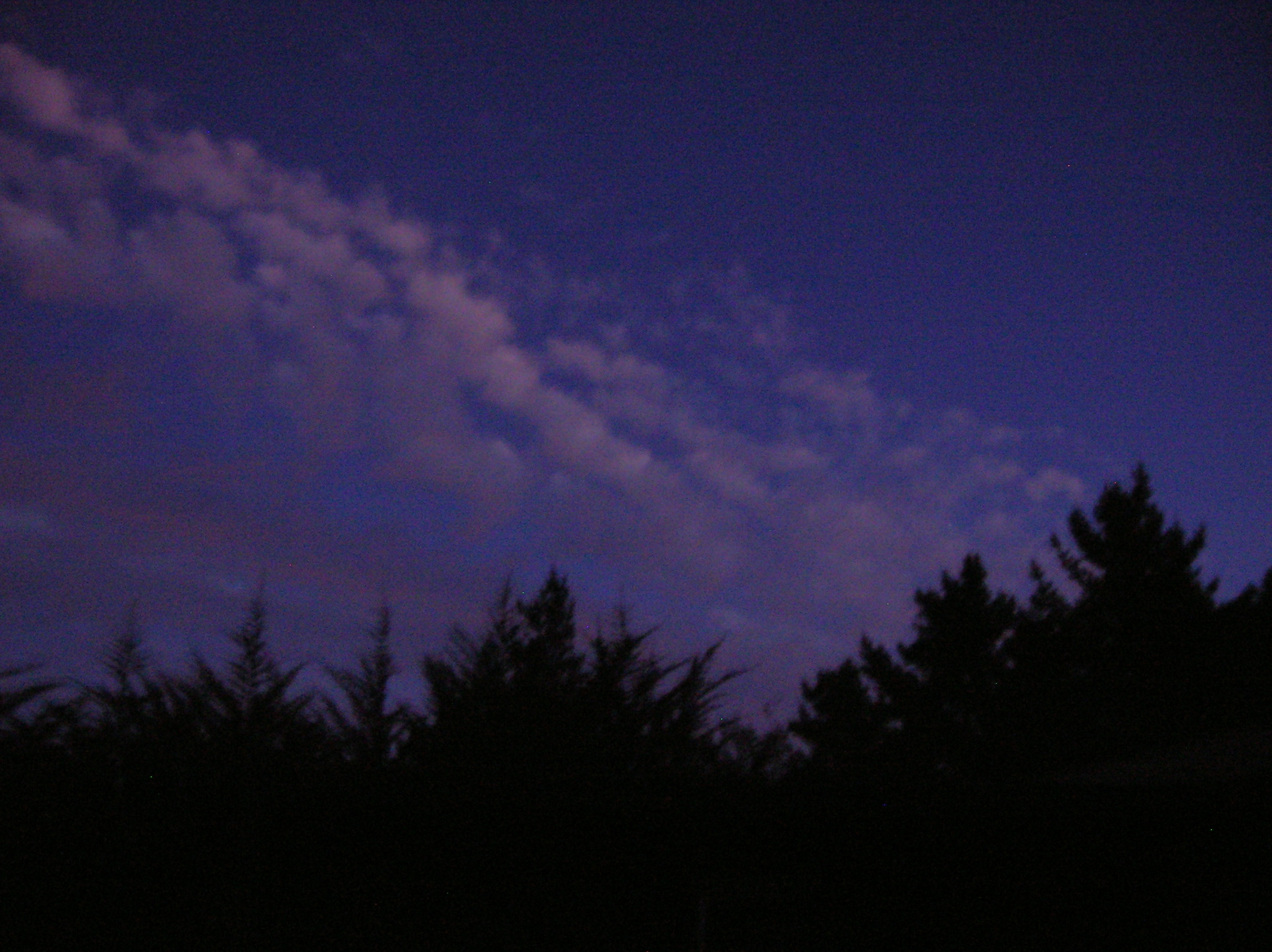
Nubes anaranjadas vistas en el cielo nocturno.

### Nubes
Las nubes oscurecen la visión de otros objetos en el cielo, aunque los diferentes espesores de la cubierta de nubes tienen efectos diferentes. Una nube cirros muy delgada frente a la luna podría producir un anillo de color arcoíris alrededor de la luna. Las estrellas y los planetas son demasiado pequeños o se oscurecen para asumir este efecto, y en su lugar solo se oscurecen (a menudo hasta el punto de la invisibilidad). Una cubierta de nubes más gruesa oscurece por completo los objetos celestes, haciendo que el cielo se vuelva negro o reflejando las luces de la ciudad hacia abajo. Las nubes suelen estar lo suficientemente cerca como para permitirse una cierta percepción de la profundidad, aunque son difíciles de ver sin luz de luna o contaminación lumínica.

### Otros objetos
En las noches claras y oscuras, en áreas no contaminadas, cuando la luna es delgada o está por debajo del horizonte, se puede ver la Vía Láctea, una banda de lo que parece ser polvo blanco.
La Nube de Magallanes del cielo sur son fácilmente confundidas con nubes producidas en la Tierra (de ahí su nombre) pero de hecho son rastros de estrellas encontradas fuera de la Vía Láctea conocidas como galaxias enanas.
La luz zodiacal es un resplandor que aparece cerca de los puntos de donde sale y se pone el sol, y es causada por la luz solar que interactúa con el polvo interplanetario.
Poco después del atardecer y antes del amanecer, los satélites artificiales suelen parecerse a estrellas (similares en brillo y tamaño) pero se mueven con relativa rapidez. Los que vuelan en órbita terrestre baja cruzan el cielo en un par de minutos. Algunos satélites, incluyendo los desechos espaciales, parecen parpadear o tienen una fluctuación periódica de brillo debido a que están rotando. Las bengalas de los satélites pueden parecer más brillantes que las de Venus, con ejemplos notables como la Estación Espacial Internacional (EEI) y los satélites de Iridium.
Los meteoros (comúnmente conocidos como estrellas fugaces) atraviesan el cielo con muy poca frecuencia. Durante una lluvia de meteoritos, pueden promediar uno por minuto a intervalos irregulares, pero por lo demás su aparición es una sorpresa aleatoria. El meteorito ocasional hará una raya brillante y fugaz a través del cielo, y pueden ser muy brillantes en comparación con el cielo nocturno.
Los aviones también son visibles de noche, se distinguen a distancia de otros objetos porque sus luces parpadean.